# Джиров
Джиров (рум. Girov) — село у повіті Нямц в Румунії. Входить до складу комуни Джиров.
Село розташоване на відстані 281 км на північ від Бухареста, 10 км на схід від П'ятра-Нямца, 85 км на захід від Ясс.

## Населення
За даними перепису населення 2002 року у селі проживала 1561 особа. Рідною мовою 1560 осіб (99,9%) назвали румунську.
Національний склад населення села:
| Національність | Кількість осіб | Відсоток |
| -------------- | -------------- | -------- |
| румуни         | 1538           | 98,5%    |
| цигани         | 22             | 1,4%     |